# بيل هاردمان (عازف جاز)
بيل هاردمان (بالإنجليزية: Bill Hardman)‏ هو عازف جاز أمريكي، ولد في 6 أبريل 1933 في كليفلاند في الولايات المتحدة، وتوفي في 5 ديسمبر 1990 في باريس في فرنسا.

## وصلات خارجية
- بيل هاردمان على موقع ميوزك برينز (الإنجليزية)
- بيل هاردمان على موقع أول ميوزيك (الإنجليزية)
- بيل هاردمان على موقع ديسكوغز (الإنجليزية)